# 本杰明·叶霍夫斯基
| 953 Painleva     | 1921年4月29日  | MPC |
| 976 Benjamina    | 1922年3月27日  | MPC |
| 977 Philippa     | 1922年4月6日   | MPC |
| 988 Appella      | 1922年11月10日 | MPC |
| 1013 Tombecka    | 1924年1月17日  | MPC |
| 1017 Jacqueline  | 1924年2月4日   | MPC |
| 1037 Davidweilla | 1924年10月29日 | MPC |
| 1040 Klumpkea    | 1925年1月20日  | MPC |
| 1093 Freda       | 1925年6月15日  | MPC |
| 1181 Lilith      | 1927年2月11日  | MPC |
| 1328 Devota      | 1925年10月21日 | MPC |
| 3881 Doumergua   | 1925年11月15日 | MPC |

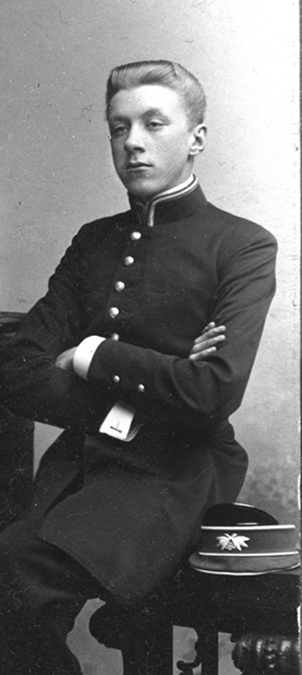
本杰明·叶霍夫斯基

本杰明·帕夫洛维奇·叶霍夫斯基（俄语： Вениамин Павлович Жеховский，1881年—1975年）是一位俄裔法国天文学家以及天體力學學者，他生于圣彼得堡的一个俄罗斯帝國铁路官员家庭。
他畢業於莫斯科帝国大学，1912年來到巴黎天文台。后来又來到阿爾及爾天文台。
12颗已编号的微型行星由其發現，他還发表了190多篇科学出版物，小行星1606以他的名字命名。 